# Béhorléguy
Béhorléguy település Franciaországban, Pyrénées-Atlantiques megyében. Lakosainak száma 69 fő (2022. január 1.). Béhorléguy Alçay-Alçabéhéty-Sunharette, Aussurucq, Hosta, Lecumberry, Mendive és Saint-Just-Ibarre községekkel határos.

## Népesség
A település népességének változása:
| Lakosok száma | 77   | 75   | 75   | 77   | 74   | 73   | 73   | 71   | 71   | 69   |
|               | 2010 | 2013 | 2015 | 2016 | 2017 | 2018 | 2019 | 2020 | 2021 | 2022 |